# N98 (België)
De N98 is een gewestweg in de Belgische provincie Namen. Deze weg vormt de verbinding tussen Ligny nabij Sombreffe en Vodecée nabij Philippeville.
De totale lengte van de N98 bedraagt ongeveer 39 kilometer.

## Plaatsen langs de N98
- Ligny
- Velaine-sur-Sambre
- Auvelais
- Arsimont
- Névremont
- Fosses-la-Ville
- Pontaury
- Mettet
- Stave
- Florennes
- Chaumont
- Vodecée

## N98a
De N98a is een aftakking van de N98 nabij Mettet. De ongeveer 1 kilometer lange route verbindt de N98 met de N932 maar is niet toegankelijk voor het verkeer. De route had oorspronkelijk het wegnummer N960.